# Michael D. C. Drout
Michael D. C. Drout, né en 1968, est professeur d'anglais au Wheaton College, et un écrivain et éditeur spécialisé dans la littérature anglo-saxonne et médiévale, de science-fiction et de fantasy, tout particulièrement les œuvres de J. R. R. Tolkien et Ursula K. Le Guin.
Drout a obtenu un doctorat en anglais à l'Université Loyola de Chicago en mai 1997, un master of arts en anglais de l'Université du Missouri-Columbia en mai 1993, et un master of arts en Communication de l'Université Stanford en mai 1991.
Il est connu pour ses études des œuvres universitaires de Tolkien sur Beowulf et les précurseurs et sur l'évolution textuelle de l'essai Beowulf : Les Monstres et les Critiques, publié dans Beowulf and the Critics by J. R. R. Tolkien (2002), qui remporta le Prix Mythopoeic (Inklings Studies) en 2003. 
Il est l'éditeur de J.R.R. Tolkien Encyclopedia: Scholarship and Critical Assessment (2006), un volume de référence sur les œuvres de Tolkien et leur contexte. 
Avec Douglas A. Anderson et Verlyn Flieger, il est le coéditeur de Tolkien Studies: An Annual Scholarly Review.

## Audio
Michael Drout a publié huit lectures audio pour Recorded Books' Modern Scholar Series :
- Bard of the Middle Ages: The Works of Geoffrey Chaucer
- Rings, Swords, and Monsters: Exploring Fantasy Literature
- From Here to Infinity: An Explanation of Science Fiction Literature
- A Way With Words: Writing, Rhetoric, and the Art of Persuasion
- History of the English Language
- A Way With Words II: Approaches to Literature
- A Way With Words III: Understanding Grammar for Powerful Communication
- A Way With Words IV: Understanding Poetry

## Sources
- (en) Cet article est partiellement ou en totalité issu de l’article de Wikipédia en anglais intitulé « Michael D. C. Drout » (voir la liste des auteurs).